# Gräfliche Kliniken Bad Driburg
Die Gräflichen Kliniken in Bad Driburg (Westfalen) und  Bad Klosterlausnitz (Thüringen) sind insgesamt vier Rehabilitations-Fachkliniken. Sie gehören der Unternehmensgruppe Graf von Oeynhausen-Sierstorpff an.
Zu den Gräflichen Kliniken zählen die Caspar Heinrich Klinik Bad Driburg, die Marcus Klinik Bad Driburg, die Park Klinik in Bad Hermannsborn nahe Bad Driburg und die Moritz Klinik im thüringischen Bad Klosterlausnitz.

## Caspar Heinrich Klinik
Die Caspar Heinrich Klinik befindet sich in Bad Driburg. Zu ihren Behandlungsschwerpunkten gehören Innere Medizin mit Kardiologie, Gastroenterologie und der Orthopädie.

## Marcus Klinik
Die Marcus Klinik befindet sich in Bad Driburg. Sie ist eine Rehaklinik mit den Schwerpunkten Neurologie und Orthopädie.

## Moritz Klinik

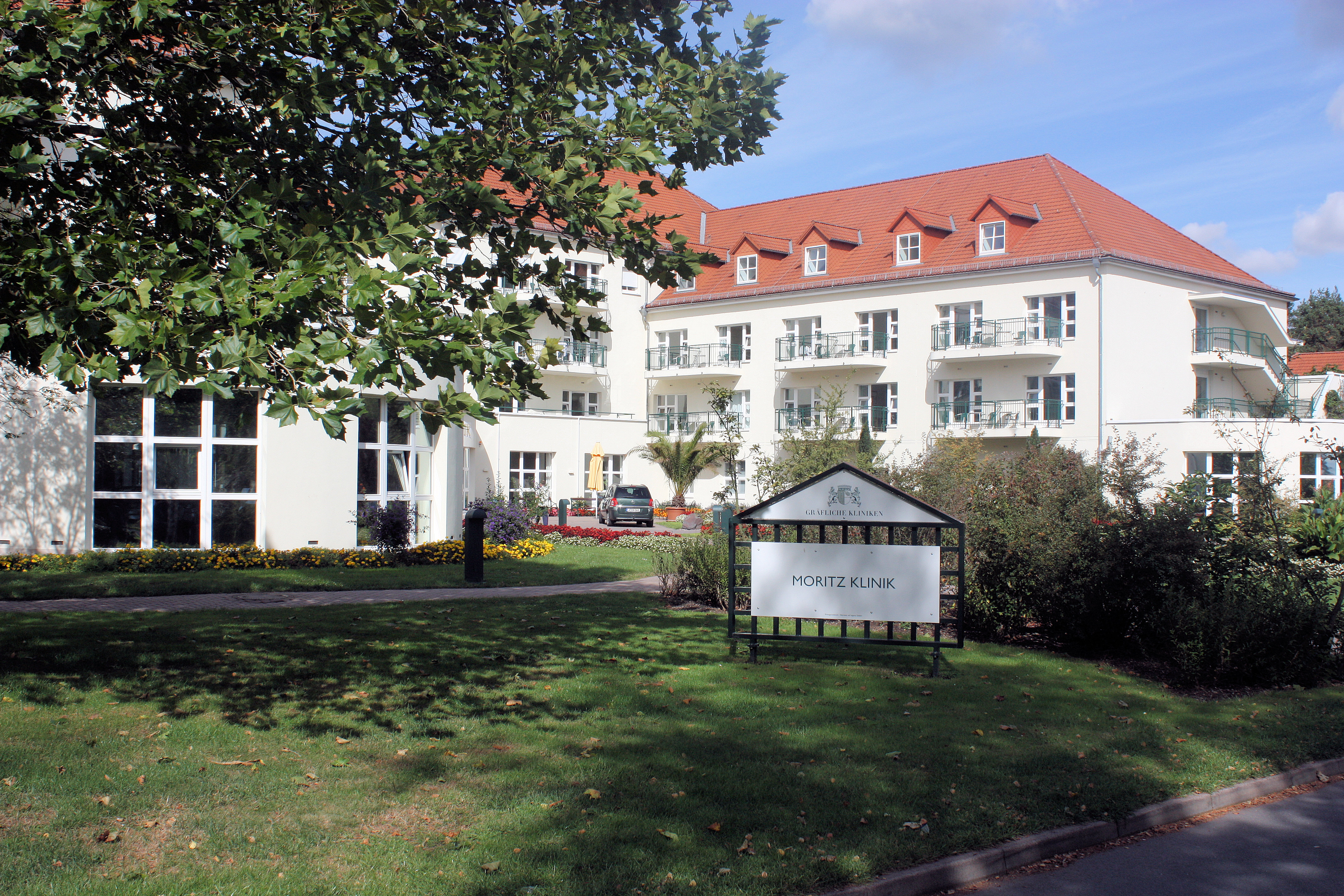
Moritz Klinik

Die Moritz Klinik liegt in Bad Klosterlausnitz. Sie ist eine Rehabilitations-Fachklinik für Neurologie, Orthopädie und Brandverletzungen. Als eine von nur vier Reha-Kliniken in Thüringen ist die Moritz Klinik gleichzeitig Fachkrankenhaus für die neurologische Frührehabilitation.

## Park Klinik
Die Park Klinik befindet sich in Pömbsen. Zu ihren Spektrum gehören die Rehabilitation und Anschlussbehandlung von Menschen mit orthopädischen und psychosomatischen Erkrankungen.